# Донатизъм
Донатизмът е раннохристиянска ерес, разпространена главно през IV-V век в римската провинция Африка.
Основният сблъсък с официалната църква се случва на събора в Картаген през 411 г., при който основна роля играе богословът Августин Блажени. Съборът отсъжда против донатистите, осланяйки се основно на решението на Константин в случая с Цецилиан от почти век по-рано.  След нахлуването през 430-те години на вандалите, които са последователи на арианството, Римската импперия губи власт над тези земи, а донатизмът се оказва преследван наравно с православието.